# Sportstadion Marktgemeinde Gratkorn
Sportstadion Marktgemeinde Gratkorn – wielofunkcyjny stadion w Gratkorn niedaleko Grazu, w Austrii. Obiekt może pomieścić 3000 widzów. Swoje spotkania rozgrywają na nim piłkarze klubu FC Gratkorn.